# عزیر (روستا)
اسرائیل عُزیر (به لاتین: Uzeir) یک منطقهٔ مسکونی در اسرائیل است که در شمال این کشور واقع شده‌است.